# Maria Antônia de Bourbon-Duas Sicílias
Maria Antônia de Bourbon-Duas Sicílias (em italiano:  Maria Antonia Anna di Borbone-Due Sicilie; Palermo, 19 de dezembro de 1814 — Gmunden, 7 de novembro de 1898), foi a segunda esposa do grão-duque Leopoldo II e Grã-Duquesa Consorte da Toscana de 1833 até 1859. Era filha do rei Francisco I das Duas Sicílias, e de sua segunda esposa, a infanta Maria Isabel da Espanha.

## Biografia

### Primeiros anos

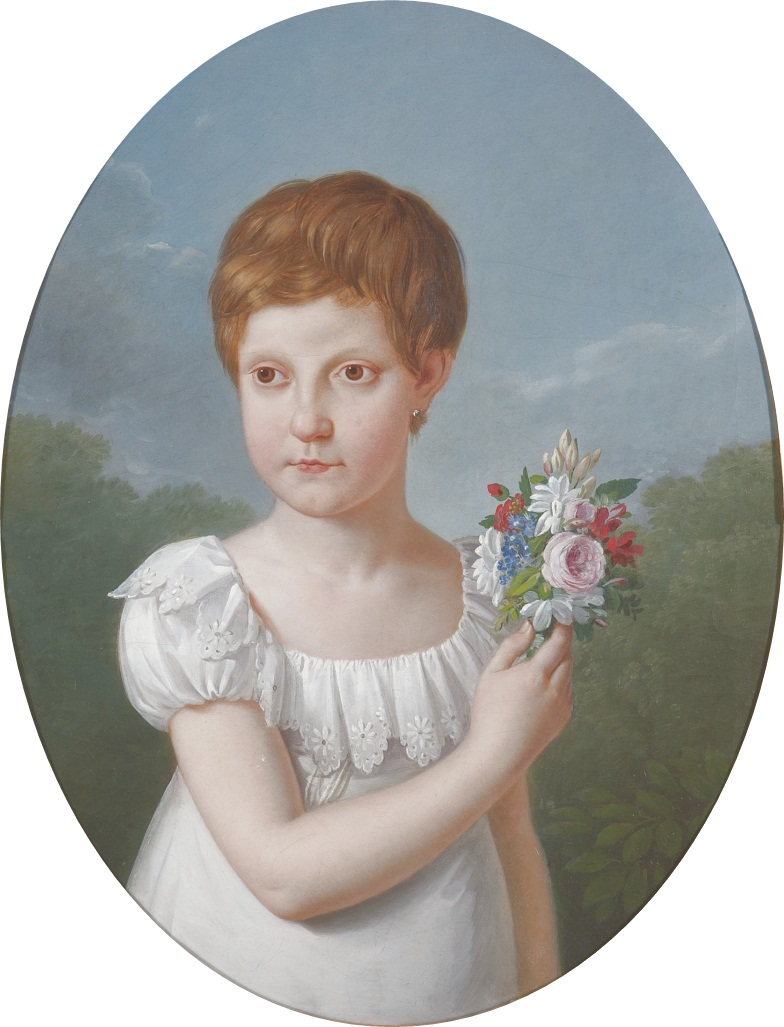
Princesa Maria Antônia. Pintura de Giuseppe Cammarano, 1820

A princesa nasceu em 19 de dezembro de 1814, no Palácio Real de Palermo, Duas Sicílias. Era a sexta filha de Francisco, Duque de Calábria (depois rei Francisco I das Duas Sicílias) e de sua segunda esposa, a infanta Maria Isabel da Espanha. Maria Antonia foi batizada em homenagem a sua tia-avó, a rainha Maria Antonieta, a irmã falecida de sua avó Maria Carolina da Áustria. Quando ela nasceu, a corte napolitana já havia se mudado para a Sicília devido aos exércitos napoleônicos que invadiram a parte continental do reino. Poucos meses após o seu nascimento, a família real pôde regressar à capital e recuperar os seus domínios graças ao Congresso de Viena.
Ela era muito próxima à seu irmão Fernando, que carinhosamente a chamava de "Totò",  bem como sua cunhada Maria Cristina de Saboia, que chegou à corte dos Bourbon em 1832. Maria Antônia e Maria Cristina, dois anos mais velha, formaram uma amizade sincera e íntima, mas tiveram que se separar em vista do casamento da princesa. Após a partida de Maria Antônia, Maria Cristina escreveu: "Foi uma grande aflição para mim ter que me separar de minha cunhada Antônia, que é tão boa e com quem já tinha uma amizade íntima".

### Noivado e casamento

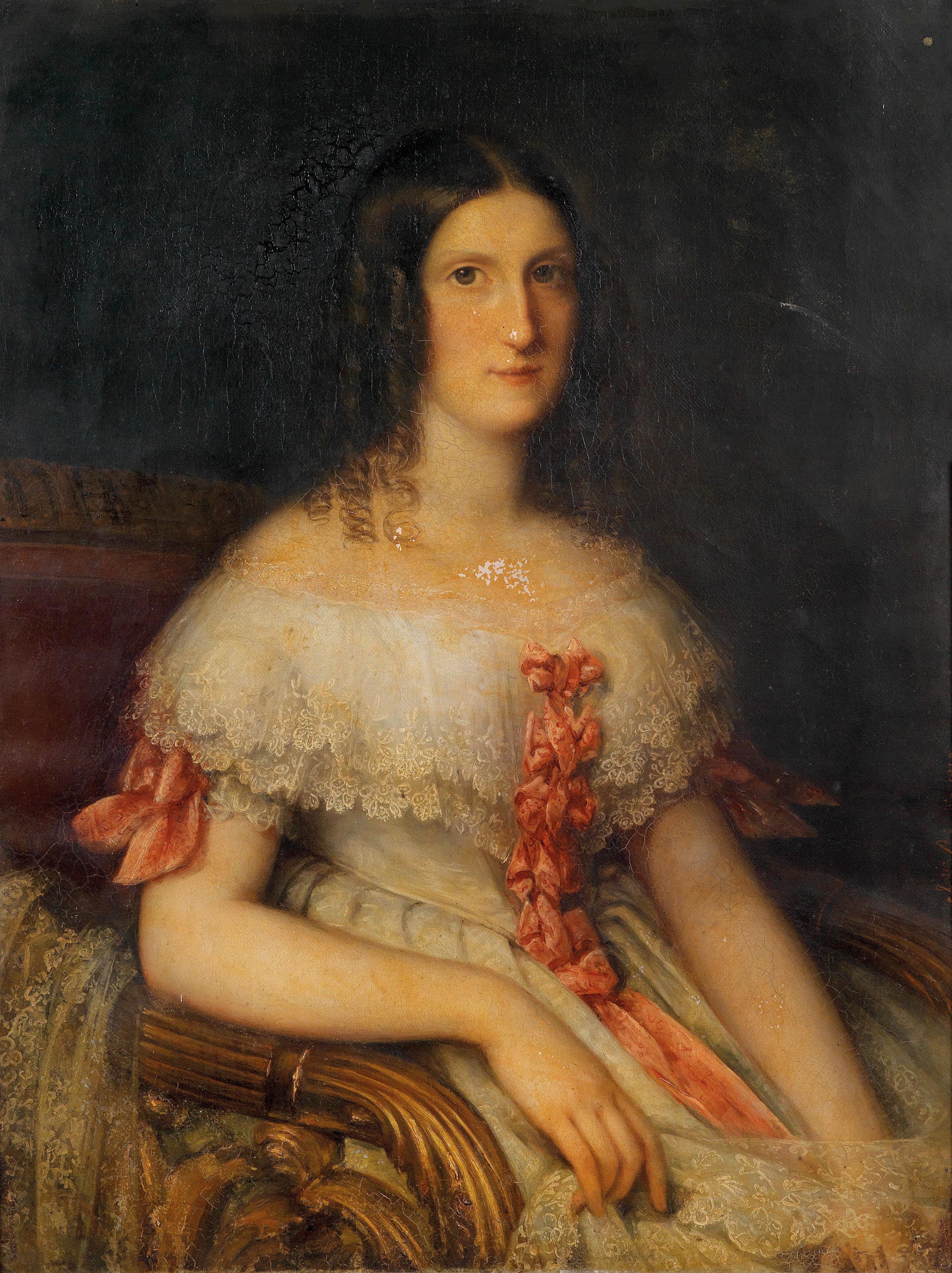
A jovem princesa Maria Antônia. Pintura de Félicité Beaudin

Em 24 de março de 1832, a grã-duquesa da Toscana Maria Ana morreu de tuberculose, sem poder dar um herdeiro masculino ao seu marido, Leopoldo II. O grão-duque, depois de quase um ano de viuvez, decidiu se casar novamente e a escolha recaiu sobre a bela princesa napolitana Maria Antônia. Os dois eram primos em primeiro grau já que Francisco I, pai de Maria Antônia, e Luísa, mãe de Leopoldo, eram filhos do rei Fernando I das Duas Sicílias e de Maria Carolina da Áustria.
Em 24 de maio, Leopoldo II partiu de Florença para Nápoles, onde fez sua entrada oficial no dia 28 ao lado de seu futuro cunhado, que o acolheu em Cápua. Antes do casamento, a corte reservou alguns entretenimentos para os dois noivos: um show de gala no Teatro San Carlo e uma visita às Ruínas de Pompéia. Na manhã de 7 de junho de 1833, aconteceu o suntuoso casamento na capela do palácio real: Maria Antônia tinha dezoito anos, enquanto Leopoldo era dezessete anos mais velho.

### Grã-duquesa da Toscana

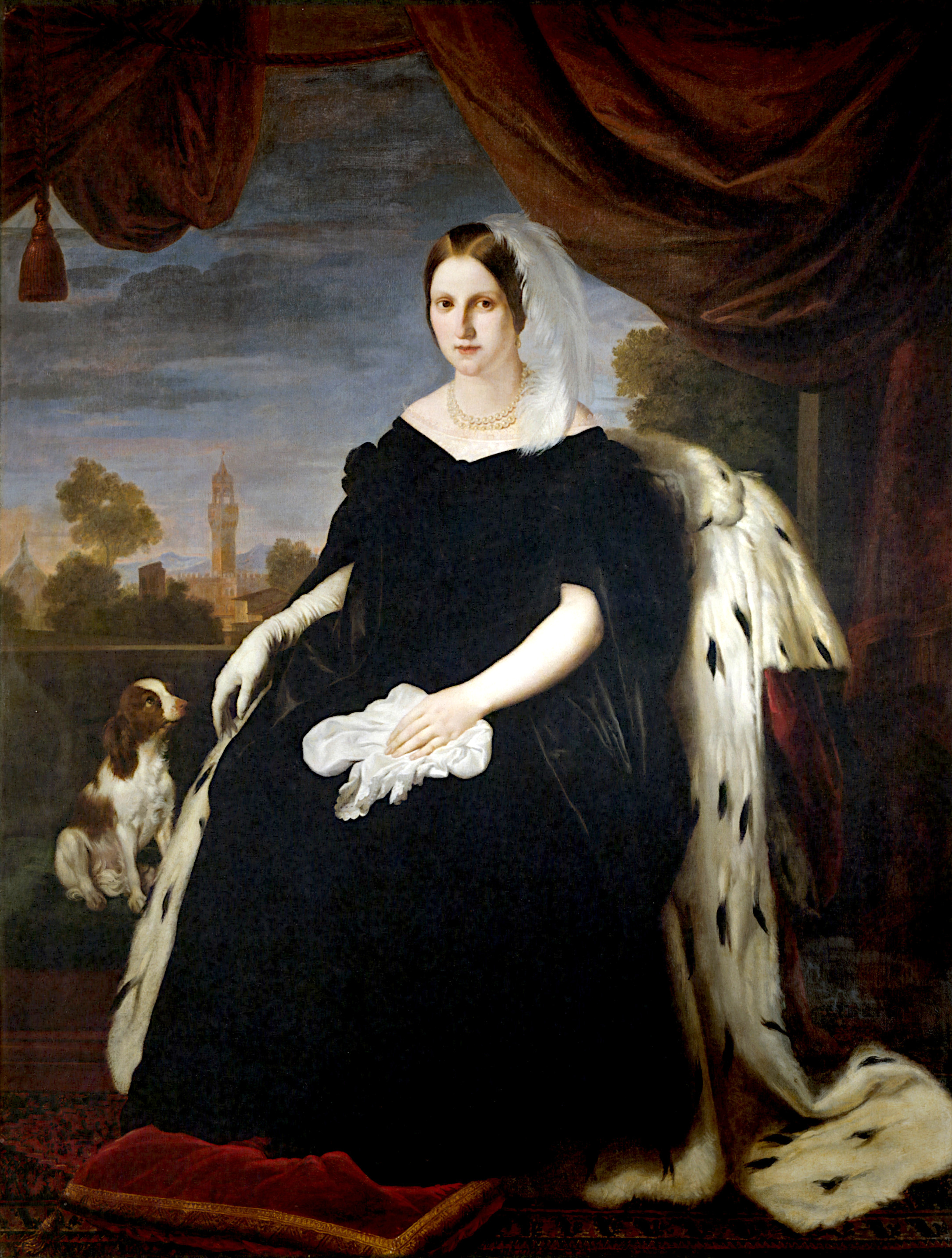
Maria Antônia, Grã-duquesa da Toscana. Pintura de Giuseppe Bezzuoli, 1836

No dia 8 de junho, no final da tarde, o casal grão-ducal deixou Nápoles e embarcou na fragata "La Sirena" para Livorno. Leopoldo e Maria Antônia desembarcaram em Livorno no dia 14 de junho, recebidos pela grã-duquesa viúva Maria Fernanda, pela arquiduquesa Maria Luísa - irmã do grão-duque - e pelas três filhas do primeiro leito de Leopoldo: Carolina, Augusta e Maximiliana. No dia seguinte, os noivos e sua comitiva seguiram para Pisa, onde permaneceram por alguns dias e participaram dos eventos festivos especialmente organizados. Em 20 de junho, Maria Antônia fez sua entrada oficial em Florença, onde foi recebida em um ar festivo com grandes aplausos.
A nova grã-duquesa era muito admirada pelos florentinos por sua beleza, razão pela qual Leopoldo a pediu em casamento. Outro fator que tornou Maria Antônia popular aos olhos dos florentinos foi que ela era uma princesa italiana e não estrangeira e as pessoas esperavam que ela logo desse muitos herdeiros à Toscana.
Inicialmente Maria Antônia teve algumas dificuldades em se acostumar com o ambiente "burguês" de Florença, tão diferente de Nápoles no Reino das Duas Sicílias: acostumada a um povo pequeno e subalterno e que vivia muitas vezes na miséria, a Grã-Duquesa não entendia por que era preciso fazer caridade para pessoas bem vestidas e limpas, como aquelas que formavam o povo florentino. Em certa ocasião, a jovem soberana, com seu forte sotaque napolitano, reclamou que: "Não há pobres em Florença". Para não criar uma cisão entre Maria Antônia e o povo, Leopoldo teve o cuidado de cercar a esposa de senhoras florentinas; em particular, foi graças à primeira dama de companhia, a senhora Adele Palagi, esposa do cavaleiro Palagi, coronel dos Granadeiros, que a grã-duquesa conseguiu integrar-se perfeitamente e amar Florença como sua segunda casa, compreendendo a sua e lado cortês.

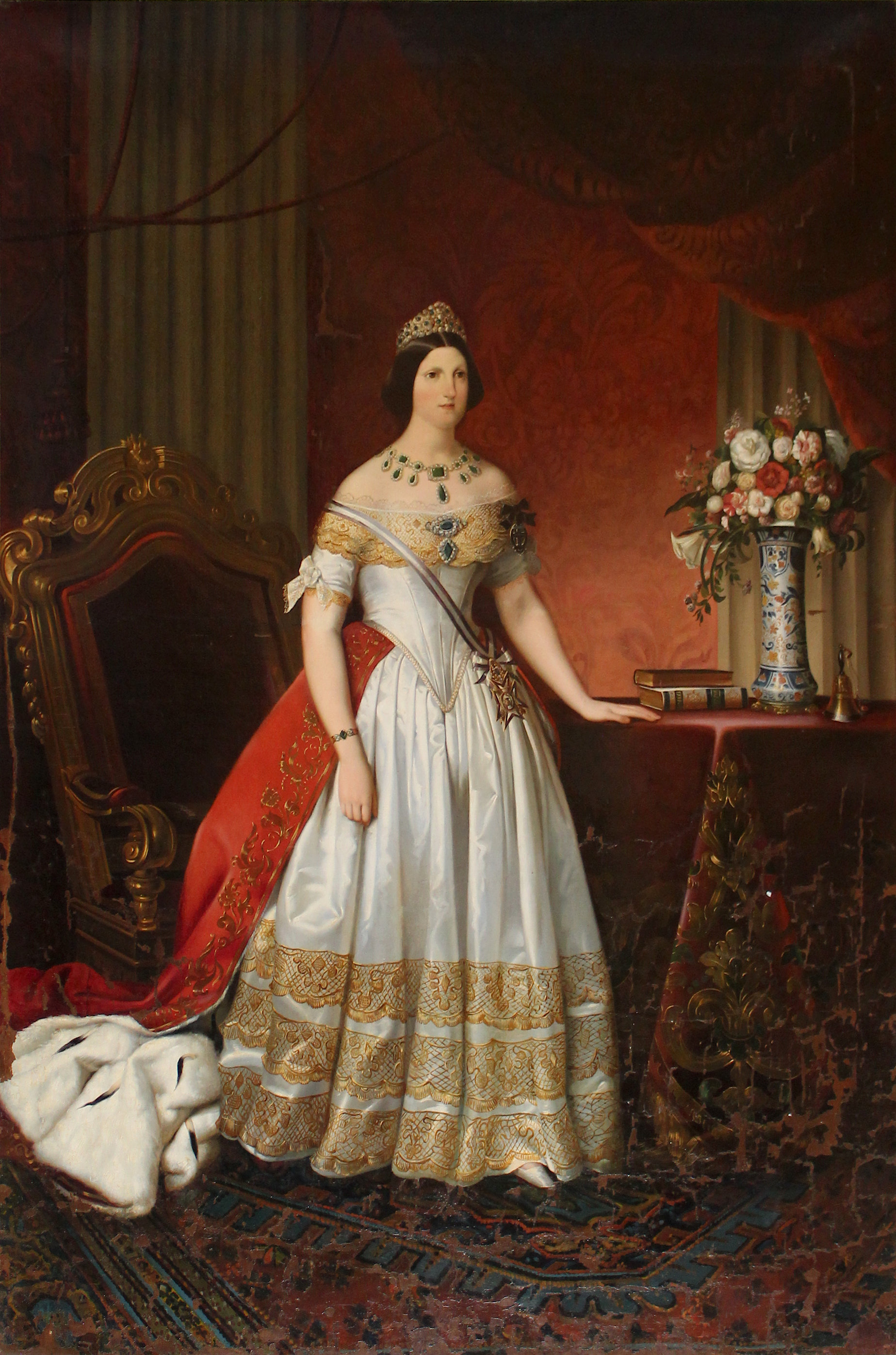
Maria Antônia, Grã-duquesa da Toscana. Pintura de Carlo Morelli, depois de 1842

Maria Antônia, embora não culta, carregava dentro de si um amor natural pelas belas artes. Ela era uma grande mecenas, recebia artistas em seus palácios e frequentemente ia aos ateliês como visitante particular. Entre seus protegidos estavam o escultor Giovanni Duprè e o músico Teodulo Mabellini. O Marquês Cosimo Ridolfi, um dos maiores agnomistas de seu tempo, selecionou um novo tipo de camélia que chamou de "Marie Antoinette" em homenagem à Grã-Duquesa.
A grã-duquesa, educada com rígidos princípios religiosos, era uma católica fervorosa e devota. Desenvolveu de forma particular o culto de Santa Filomena de Roma, talvez uma figura lendária do cristianismo. Por sua vontade, em homenagem à santa, foram erguidos altares e capelas em muitas igrejas, além disso os oficiais do exército tiveram que se juntar à irmandade da santa e prestar uma homenagem.
Maria Antônia, como esperava, logo engravidou. No entanto, em 18 de maio de 1834 , a família foi atingida pelo luto: a arquiduquesa Maria Maximiliana, primeira filha de cama de Leopoldo, morreu aos sete anos. A jovem madrasta ficou comovida com a morte de sua enteada; poucos dias depois, em 21 de maio, ela deu à luz pela primeira vez: nasceu outra criança, que recebeu o nome de Maria Isabel, em homenagem à avó materna. A grã-duquesa foi acometida de febre puerperal e só depois de muito sofrimento conseguiu se recuperar.
Pouco mais de um ano depois, nasceu o tão esperado herdeiro do trono. Em 10 de junho de 1835, às 21h20, conforme observou Leopoldo, Maria Antônia deu à luz um filho que foi imediatamente batizado Fernando em homenagem ao seu avô paterno e tio materno. O nascimento foi acolhido com alegria em todos os países; o príncipe de Metternich escreveu: "A sucessão assegurada na Toscana é sorte para toda a Europa"  já que a ordem desejada pelo Congresso de Viena foi salva assim.

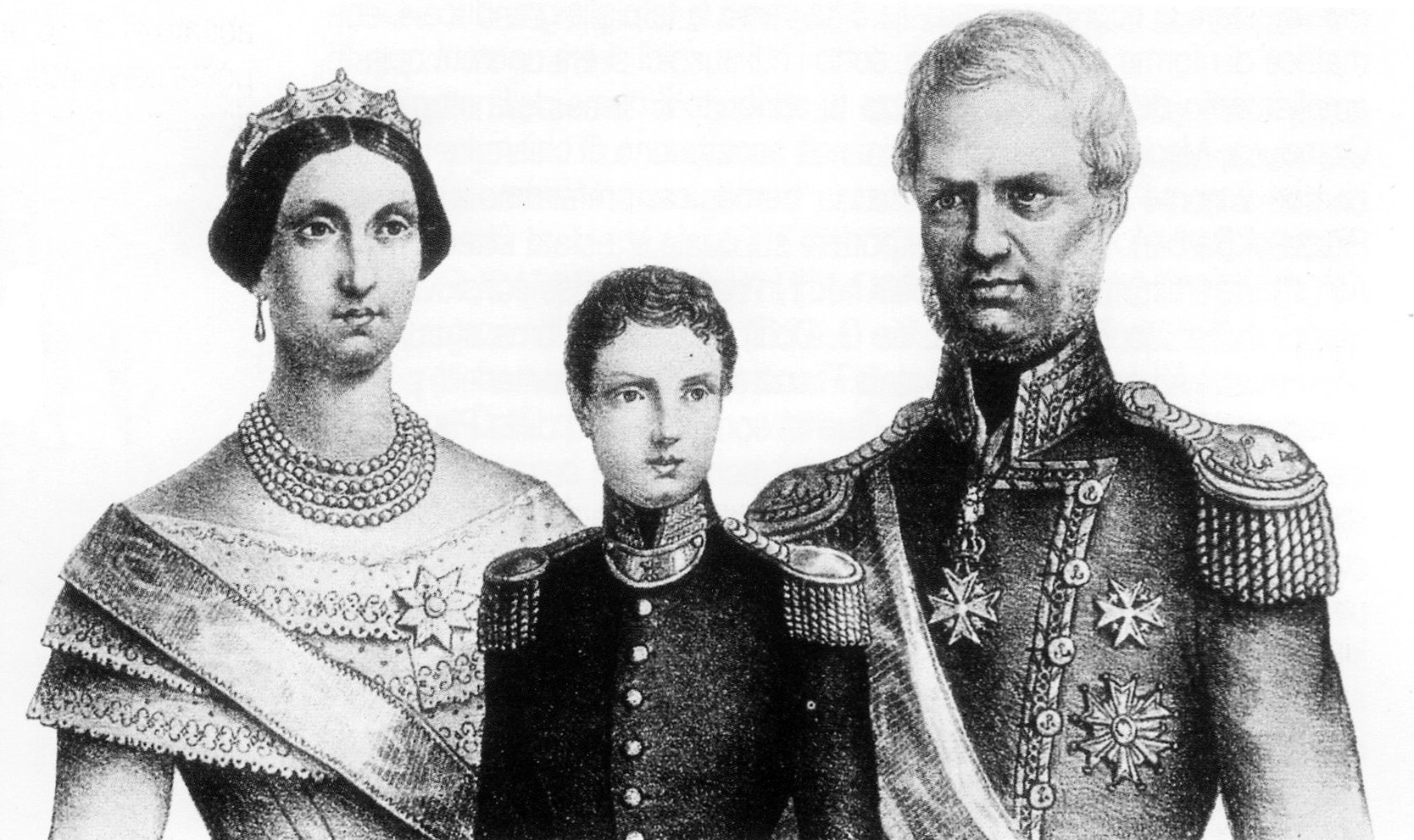
A família grão-ducal por volta de 1840. Da esquerda para direita: Maria Antônia, Fernando (mais tarde Fernando IV) e Leopoldo II

Entre 1836 e 1852, Maria Antônia deu à luz outros oito filhos: quatro meninas e quatro meninos. A família grão-ducal consistia, portanto, no total de dez filhos nascidos de Leopoldo e Maria Antônia e as duas filhas sobreviventes do primeiro casamento de Leopoldo. Nem todas as crianças escaparam da morte: Teresa (1836-1838) morreu em Livorno de febre tifóide; Maria Ana (1840-1841) morreu de convulsões; Carolina (1822-1841), a mais velha, morreu após um ano de agonia; Raniner (1842-1844) morreu de doença não especificada; Cristina (1838-1849) morreu de febre tifóide. Todas essas dores causaram muita dor a toda a família: Maria Antônia sempre permaneceu ao lado de seus filhos até o fim, exceto para desmaiar de dor de vê-los morrer em seus braços.

### O prelúdio de 1848 e da República Florentina

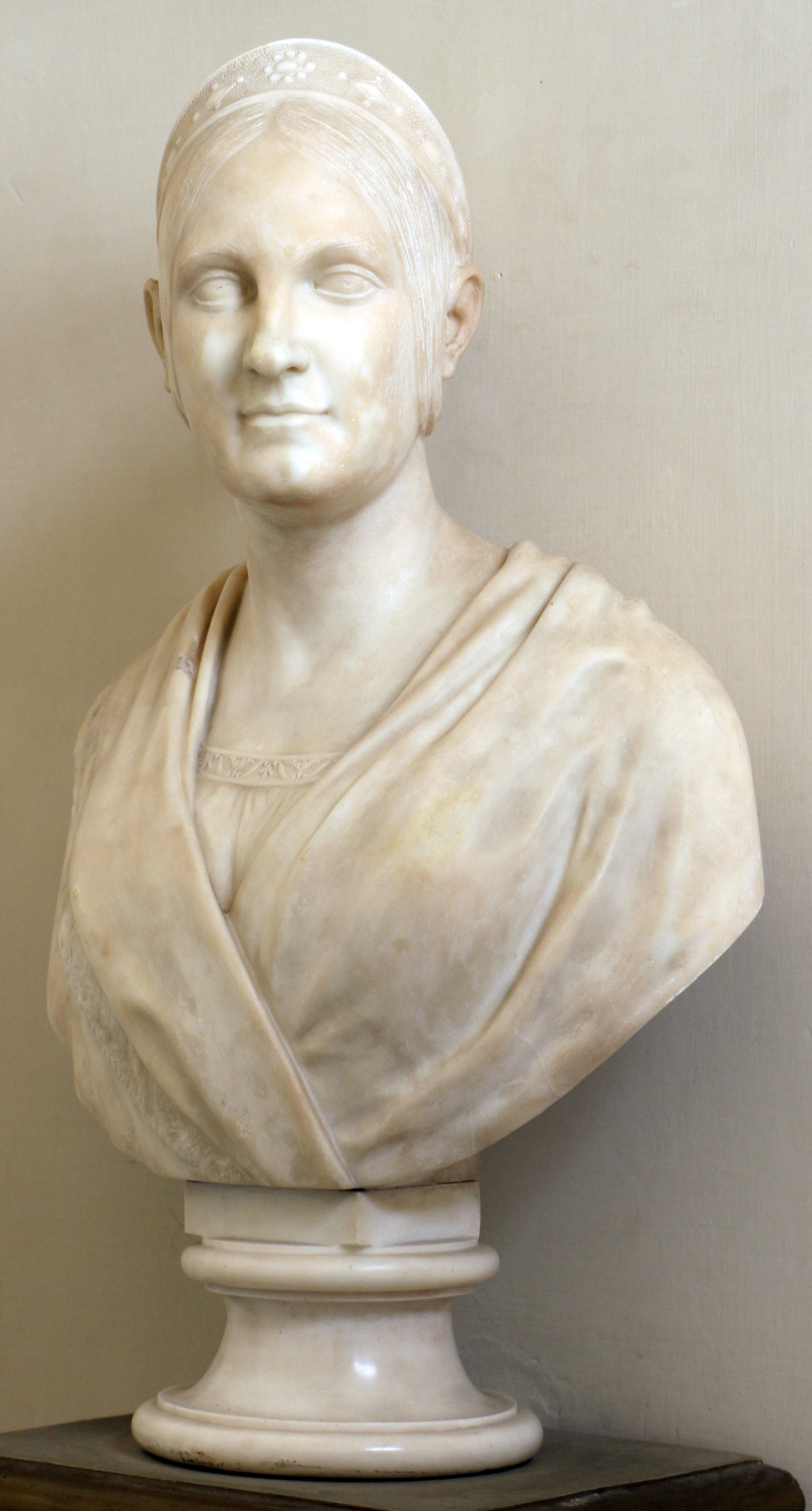
Busto de Maria Antônia

Em 1844 Leopoldo II aprovou um projeto que previa a construção de uma estrada de ligação entre a Praça de São Marcos, a Via degli Arazzieri e o bastião de San Paolo da Fortezza da Basso, com um novo bairro no centro dominado por uma grande praça. A construção foi confiada ao engenheiro Flaminio Chiesi e já em 1845 a praça estava aberta ao público. Inicialmente houve alguns problemas de alagamento resolvidos em 1852: a praça assumiu sua aparência final em 1855. Decidiu-se batizá-la de Praça Maria Antonia em homenagem à grã-duquesa, mas os florentinos já tinham começado a chamá-la de Praça di Barbano, do nome dos jardins que ali existiam. Além disso, na década de 1950, os tempos mudaram: o nome de uma grã-duquesa Bourbon, irmã do rei Bomba, nunca seria aceito.
Nos mesmos anos, o Grão-Duque realizou projetos para a construção de duas estações e duas ferrovias. Em 1844 foi inaugurado o primeiro troço da Ferrovia Leopolda, que ligava Florença, Pisa e Livorno; em 1848 foi inaugurado o troço da linha Florença-Prato, denominado Ferrovia Maria Antonia em homenagem à Grã-Duquesa. No mesmo ano também foram inauguradas as duas estações relativas: primeiro a estação Maria Antônia e depois a estação Leopolda.
Em 1847, Leopoldo II distinguiu-se pela viragem liberal do seu governo pessoal: a 6 de maio foi concedida a liberdade de imprensa e a 4 de setembro foi criada uma Guarda Cívica. Em 17 de fevereiro de 1848 , poucos dias depois de Carlos Alberto de Saboia, Leopoldo II concedeu a Constituição, que se distinguiu das demais por conceder plenos direitos aos cidadãos de todas as religiões e em 18 de março nasceu o primeiro governo constitucional toscano, presidido por Francesco Cempini. No mesmo dia, o Milan se levantou contra os austríacos, iniciando os Cinco Dias de Milão. Em 21 de março, Leopoldo despertou o entusiasmo popular ao decidir enviar as poucas tropas toscanas regulares, ladeadas por voluntários, para lutar na alta Itália ao lado das tropas de Saboia contra os austríacos; a bandeira da Lorena foi substituída pela tricolor com o brasão de armas da casa de Lorena no centro.
Em meados do ano, as atitudes expansionistas de Carlos Alberto de Saboia tornaram-se claras e Leopoldo decidiu retirar suas tropas. Em 17 de agosto, o grão-duque foi forçado a demitir o governo moderado de Cosimo Ridolfi e substituí-lo pelo de Gino Capponi. Em 25 de agosto em Livorno houve tumultos liderados pelo democrata Guerrazzi. Na esteira desses fatos, Capponi renunciou em 9 de outubro. Em 27 de outubro, Leopoldo cedeu à pressão e entregou o cargo ao democrata Montanelli, que assumiu Guerrazzi como ministro do Interior, e inaugurou uma política ultrademocrática, ou seja, na terminologia política da época, voltada para a união com os demais estados e no reinício conjunto da guerra contra a Áustria. Enquanto isso, Maria Antônia, com sua família, mudou-se para Siena, de onde, em 4 de novembro, enviou uma carta ao marido na qual informava suas preocupações.
Em 30 de janeiro de 1849, foi necessária a assinatura do Grão-Duque no Senado para aprovar a nova tendência política: Leopoldo II, que não queria continuar a guerra, deixou Florença e seguiu para Siena, de onde resolveu partir: Maria Antônia partiu com os filhos mais novos, Luísa e Luís; Fernando e Carlos partiram com seu cavaleiro de companhia; Leopoldo saiu com a irmã, a cunhada e as filhas Isabel e Cristina. A família se reuniu na planície de Rosìa e depois se separou novamente em Maremma: Leopoldo e seus filhos adultos embarcaram em Talamone para ir a Porto Santo Stefano, Maria Antônia e as crianças seguiram para Orbetello. Chegando à cidade, a grã-duquesa foi atacada pelas pessoas que queriam mantê-la junto com seus filhos, que caíram em prantos; a intervenção de um caçador do grão-duque permitiu que a grã-duquesa continuasse e chegasse ao navio do marido. Enquanto isso, em 9 de fevereiro, em Florença, foi estabelecido um triunvirato composto por Guerrazzi, Montanelli, Mazzoni, que redigiu uma nova constituição e proclamou a República em 15 de fevereiro.
Em 21 de fevereiro, Leopoldo decidiu colocar-se sob a proteção de seu cunhado, Fernando II, e partiu para Gaeta, onde o Papa Pio IX já havia se refugiado. A viagem foi bastante turbulenta: a grã-duquesa-viúva estava doente, as crianças choravam, Maria Antônia ficou inconsciente por muito tempo. Quando chegaram a Gaeta, foram recebidos pelo próprio papa.

### A década de preparação
O exílio durou até abril, quando após a derrota de Carlos Alberto em Novara, os moderados toscanos derrubaram o governo Guerrazzi para evitar uma invasão austríaca e chamaram de volta o grão-duque, esperando que ele mantivesse as reformas. Neste contexto situa-se a influência conservadora de Maria Antônia, que apesar do pouco sentimento de amizade para com os austríacos, via apenas neles a possível restauração da Lorena no trono da Toscana. De Nápoles, 16 de abril de 1849, Maria Antônia escreveu a Leopoldo, que estava em Gaeta: "Meu caro Leopoldo, esta manhã eu tinha recebido a notícia dos acontecimentos na Toscana quando recebi o seu. Sem tropas você não pode fazer nada e depois voltar com Capponi e outros que o trouxeram até aqui você vai pensar nisso porque agora é a hora de não ter pena de tantos que não merecem que serão os primeiros para torná-lo humilde; se você tivesse napolitanos por um ano para que os suíços viessem, mas parece-me que os alemães são os melhores, embora eu os odeie, mas para limpar há apenas eles e você não teria o ódio que você".

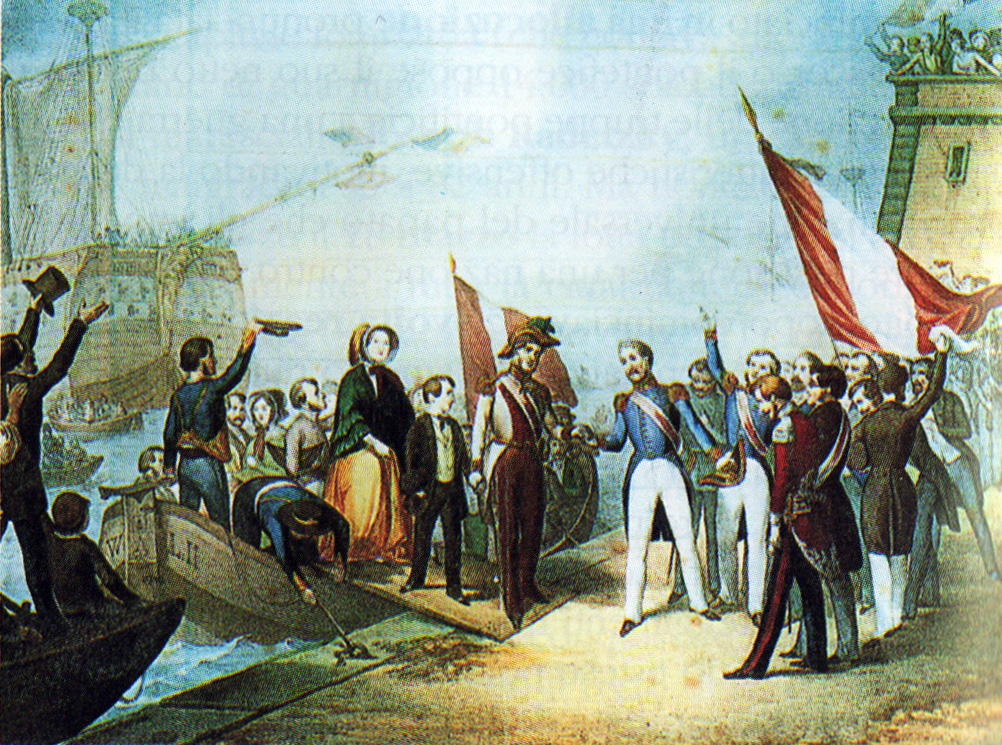
O desembarque da família grão-ducal em Viareggio, 21 de julho de 1849

Maria Antônia esperava que a intervenção austríaca pudesse restaurar seu marido, sem prejudicar sua reputação, mas não foi o caso: o tenente marechal de campo d'Aspre desceu de Parma com 18.000 homens, tomou e demitiu Livorno e depois ocupou Florença. A família grão-ducal deixou Gaeta em 21 de julho e desembarcou em Viareggio em 24. Em 28 de julho, a família grão-ducal finalmente pôde retornar a Florença. Pouco depois de seu retorno, a arquiduquesa Cristina, de onze anos, adoeceu com tifo e morreu em 31 de agosto; as suas últimas palavras foram: «Mãe, obrigado pelo que fizeste por mim».
Em 10 de abril de 1850, a arquiduquesa Isabel, filha mais velha de Leopoldo e Maria Antônia, casou-se com seu tio, o príncipe Francisco, Conde de Trápani, filho mais novo do rei Francisco I das Duas Sicílias e da rainha Maria Isabel da Espanha. No dia 12 de abril houve a celebração do primeiro aniversário da restauração do Grão-Duque e no dia 21 do Papa em Roma. A ação política do grão-duque, sob o impulso intransigente do jovem imperador Francisco José da Áustria, resultou em uma virada reacionária, embora extremamente branda em comparação com a dos outros reinos italianos: 25 de abril de 1851 assinou uma concordata, com a qual concedeu liberdade e autonomia ilimitadas à Igreja de Pio IX, em troca do reconhecimento formal da sucessão de 1737 (questão que se arrastava há 115 anos); isso antagonizou ainda mais a opinião democrática e patriótica. Com um decreto de 8 de maio de 1852, negou formalmente a constituição de 17 de fevereiro de 1848, sob constante pressão austríaca. Em 1857 deu as boas-vindas a Pio IX, agora radicalmente hostil à causa italiana, em visita a Florença.
Enquanto isso, Maria Antônia ficou grávida pela décima vez: em 20 de novembro de 1852 ela deu à luz uma criança que foi batizada João Nepomuk em homenagem ao rei João da Saxônia, melhor amigo de Leopoldo e irmão de Maria Ana (sua primeira esposa). A grã-duquesa continuou a cuidar da família e dos filhos; seu interesse constante era fundar igrejas e institutos.

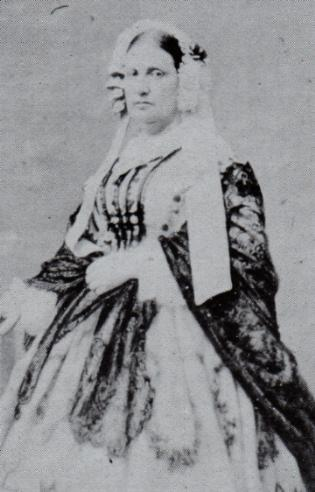
Maria Antônia por volta de 1855

Em 24 de novembro de 1856, em Dresden, o herdeiro do trono Fernando casou-se com a princesa Anna Maria da Saxônia, neta da falecida grã-duquesa Maria Anna e da grã-duquesa-viúva Maria Fernanda. Em 15 de dezembro, a noiva entrou em Florença, saudada por uma multidão que aplaudia. Em 15 de junho de 1857, porém, a família grão-ducal foi atingida por um novo luto: falece a arquiduquesa Luísa, irmã de Leopoldo; Maria Antônia permaneceu ao lado de sua cama até o fim e deu-lhe os últimos ofícios.

### A Revolução Florentina de 1859
Após os Acordos de Plombières entre Napoleão III e Cavour, foi decidido que a França ajudaria o Piemonte militarmente, apenas se a Áustria atacasse primeiro. Cavour habilmente conseguiu que a Áustria declarasse guerra, rejeitando um ultimato austríaco de 23 de abril de 1859. Em 26 de abril, o imperador Francisco José declarou guerra a Vitor Emanuel II. Ambos os soberanos pediram ao tio toscano que participasse da guerra, mas Leopoldo II, que não queria engajar o exército em uma batalha sangrenta, proclamou neutralidade; mas agora o governo grão-ducal estava contado: em Florença a população não hesitou em ofender a grã-duquesa quando ela passou com insultos vulgares e as tropas davam sinais de insubordinação. Na mesma noite, em Florença, realizou-se uma reunião dos líderes dos vários grupos políticos a favor da unificação italiana; havia também muitos oficiais do exército toscano. Uma grande manifestação foi organizada para o dia seguinte em todas as grandes cidades, e uma junta provisória foi nomeada. A revolução estava pronta para estourar.
Na manhã de 27 de abril de 1859, uma procissão partiu da Praça Maria Antonia - mais tarde renomeada Piazza dell'Indipendenza - até o Palazzo Vecchio, onde a bandeira tricolor italiana foi hasteada no lugar da bandeira da Lorena. No Palazzo Pitti foi decidido que a grã-duquesa Maria Antônia, os filhos, o arquiduque Carlos, a grã-duquesa-viúva se refugiariam no Forte Belvedere, enquanto o grão-duque e o arquiduque Fernando permaneceriam no palácio. O grão-duque Leopoldo II, entrincheirado no Palazzo Pitti com seus ministros, convocou o príncipe Neri Corsini, um liberal altamente respeitado que não estava diretamente envolvido com os desordeiros, declarando que estava disposto a formar um novo governo, tomar partido contra a Áustria-Hungria e conceder uma constituição; para acalmar os ânimos consentiu que as tropas levantassem o tricolor.
O príncipe Corsini foi para a sede diplomática do Reino da Sardenha, onde os líderes conspiratórios estavam reunidos, mas retornou ao Grão-Duque com um ultimato deliberadamente inaceitável, que incluía também a abdicação do soberano. Leopoldo II compreendeu o mau desfile e preparou-se para deixar Florença com sua família, certamente querendo evitar derramamento de sangue e em todo caso não podendo contar com o exército, mas recusando-se a abdicar.
Às duas da tarde Leopoldo e Fernando subiram ao Forte Belvedere esperando que as carruagens estivessem prontas para partir. Quando o grão-duque informou sua família de sua partida imediata, Maria Antônia lhe disse: "Temo que, se deixarmos Florença, nunca mais voltaremos". Leopoldo respondeu-lhe: "Você poderia fingir que eu me desonrei com uma abdicação, que me é imposta pelos meus súditos?".  A grã-duquesa disse-lhe então: "Os sábios devem adaptar-se às circunstâncias; escuta-me, abdica". Depois de falar também com seu filho, o grão-duque estava pronto para este último ato, mas Buoncompagni disse aos dois oficiais enviados à legação da Sardenha que era tarde demais.
Às seis horas, diante de uma grande multidão tumultuada nas ruas de Florença e da revolta aberta do exército, Leopoldo II partiu de carruagem do Forte Belvedere, saindo pela porta de Boboli, em direção à estrada de Bolonha. A resignação pacífica ao curso da história (o Grão-Duque nunca pensou numa solução pela força) e as modalidades de despedida, com poucos objectos pessoais carregados em três carruagens e com certificados de simpatia aos funcionários da corte, fizeram com que nestes últimos momentos de permanência na Toscana os agora ex-súditos recuperaram por um tempo a velha estima por Leopoldo: a família grão-ducal foi saudada pelos florentinos, tiraram os chapéus ao passar, com o grito "Adeus padre Leopoldo!" e acompanhado com todo carinho por uma escolta até Filigare, agora ex-alfândega do Estado Pontifício.
Refugiando-se na corte vienense, o ex-Grão-Duque abdicou oficialmente apenas no dia 21 de julho seguinte; desde então viveu na Boêmia, indo para Roma em 1869, onde faleceu em 28 de janeiro de 1870, poucos meses antes da queda da Cidade Eterna. Em 1914 seu corpo foi então transportado para Viena para ser enterrado no mausoléu de Habsburgo.

### Os anos de exílio

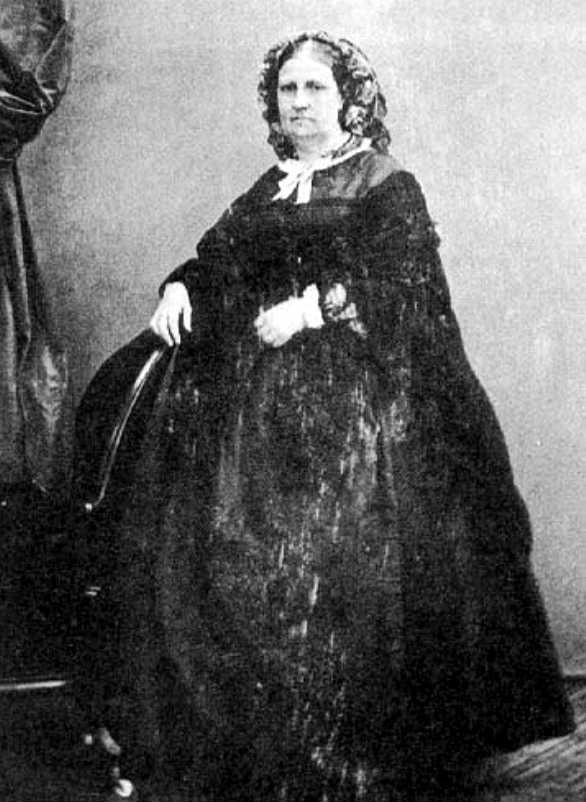
Maria Antônia por volta de 1880

Maria Antônia retornou a Viena para seu sobrinho Francisco José, que assumiu o comando da família toscana. Em 1889 a família imperial foi devastada pela Tragédia de Mayerling, na qual o arquiduque Rodolfo perdeu a vida. João, o filho mais novo de Maria Antônia, ficou particularmente chateado com a morte de seu primo, a quem estava ligado por uma amizade sincera, decidindo renunciar a seus títulos, sua posição e seus privilégios. A partir desse momento, ele era um simples cidadão austríaco chamado John Orth. O imperador privou John da nacionalidade austríaca, que foi para a Inglaterra; em 26 de março de 1890, junto com sua esposa, embarcou para a Argentina no navio Santa Margherita. Depois de uma escala em Buenos Aires, o navio voltou ao mar em julho de 1890: foi a última vez que João, sua esposa e tripulação foram vistos. O imperador mandou revistar o barco sem resultados e o arquiduque João foi declarado desaparecido. Maria Antônia sempre se recusou a chorar por John, convencida de que seu filho ainda estava vivo; alguns golpistas até conseguiram extorquir dinheiro dela, fornecendo-lhe notícias falsas.
Ele passou os últimos anos de sua vida em angústia. Em abril de 1893, ela foi convidada pelo duque Américo Antinori para visitar seu palácio recém-reformado em Florença; embora ali permanecesse alguns dias, a grã-duquesa recebia demonstrações de carinho não só da antiga nobreza, mas também da gente do bairro. Ela morreu em Gmunden no Schloss Ort em 7 de novembro de 1898 com oitenta e quatro anos de idade, poucos meses depois de se tornar a tataravó de uma criança cujo nome era Maria Antonieta (neta de sua sobrinha e neta também chamada Maria Antonieta). Pela primeira vez, foi enterrada na Cripta Imperial em Viena. Em sua homenagem, em 4 de dezembro de 1898, foi celebrada uma missa solene em Florença na Basilica della Santissima Annunziata com grande participação.

## Descendência
- Maria Isabel da Áustria-Toscana (21 de maio de 1834 – 14 de julho de 1901). Casou-se com o seu tio materno, o príncipe Francisco, Conde de Trapani, filho mais novo do rei Francisco I das Duas Sicílias. Com descendência.
- Fernando IV da Toscana (10 de junho de 1835 – 17 de janeiro de 1908);
- Maria Teresa da Áustria-Toscana (29 de junho de 1836 – 5 de agosto de 1838);
- Maria Cristina da Áustria-Toscana (5 de fevereiro de 1838 – 1 de setembro de 1849);
- Carlos Salvador da Áustria-Toscana (30 de abril de 1839 – 18 de Janeiro de 1892). Casado com a princesa Maria Imaculada das Duas Sicílias;
- Maria Ana da Áustria-Toscana (9 de junho de 1840 – 13 de agosto de 1841);
- Rainer da Áustria-Toscana (1 de maio de 1842 – 14 de Agosto de 1844);
- Maria Luísa da Áustria-Toscana (31 de outubro de 1845 – 27 de agosto de 1917). Casada com Carlos, Príncipe de Isenburg;
- Luís Salvador de Áustria-Toscana (4 de agosto de 1847 – 12 de outubro de 1915);
- João Salvador da Áustria-Toscana (25 de novembro de 1852 – dado como desaparecido no mar em 1890).

## Títulos e honrarias

### Títulos e estilos
- 19 de dezembro de 1814 – 12 de dezembro de 1816: Sua Alteza Real, a Princesa Maria Antônia de Nápoles e Sícilia
- 12 de dezembro de 1816 – 7 de junho de 1833: Sua Alteza Real, a Princesa Maria Antônia das Duas Sicílias
- 7 de junho de 1833 – 21 de julho de 1859: Sua Alteza Imperial e Real, a Grão-Duquesa da Toscana
- 21 de julho de 1859 – 7 de novembro de 1898: Sua Alteza Imperial e Real, a Grã-Duquesa Viúva da Toscana

### Honrarias
- Áustria-Hungria: Dama da Ordem da Cruz Estrelada
- Reino das Duas Sicílias: Dama da Ordem Sagrada Constantiniana Militar de São Jorge
- Espanha: 223.° Dama da Ordem da Rainha Maria Luísa